# Callisteuma hebescens
Callisteuma hebescens är en fjärilsart som beskrevs av Louis Beethoven Prout 1933. Callisteuma hebescens ingår i släktet Callisteuma och familjen mätare. Inga underarter finns listade i Catalogue of Life.